# Robert Bakker
Robert Thomas Bakker (ur. 24 marca 1945 w hrabstwie Bergen) – amerykański paleontolog zajmujący się dinozaurami.

## Życiorys
Studiował na Uniwersytecie Yale, doktorat uzyskał na Uniwersytecie Harvarda, następnie wykładał na Uniwersytecie Johnsa Hopkinsa. Prace terenowe prowadził głównie w Stanach Zjednoczonych, ale także na pustyni Gobi i w Południowej Afryce.
Robert Bakker zajmuje się przede wszystkim badaniami behawioru i wymaganiami środowiskowymi dinozaurów. Jest twórcą teorii o stałocieplności części dinozaurów (pierwsza praca z 1968), która początkowo była silnie kwestionowana, dalsze badania jednak wykazały jej słuszność. Konsekwencją tej teorii była rewizja dokonana przez Bakkera i jego współpracowników oraz zwolenników, wizji zachowań behawioralnych dinozaurów. Poddał on rewizji dotychczasowy pogląd o ociężałości i małej mobilności dinozaurów, przedstawiając szereg dowodów na dużą ruchliwość i skłonność do wielesetkilometrowych wędrówek przynajmniej niektórych grup dinozaurów. W efekcie doprowadził do zmiany rekonstrukcji wyglądu wielu dinozaurów, zwłaszcza wielkich zauropodów i teropodów, które na wcześniejszych rekonstrukcjach miały ogon leżący na ziemi, a po Bakkerowskich artykułach nowe modele przedstawiają je z ogonem trzymanym sztywno na przedłużeniu linii kręgosłupa jako ważny element utrzymywania równowagi w czasie marszu.
W swoim spojrzeniu na ewolucję dinozaurów jest punktualistą, co stawia go w opozycji do większości badaczy.
Bakker jest także znanym popularyzatorem wiedzy o dinozaurach, autorem wielu artykułów popularnonaukowych (m.in. w „Scientific American”), konsultantem słynnego filmu „Park Jurajski” i autorem głośnej powieści Raptor Red o życiu samicy utahraptora, wydanej także w Polsce.

## Wpływ
Paleontolog Robert Burke występujący w filmie Park Jurajski (część druga) wzorowany był na lekko skarykaturyzowanej postaci Roberta Bakkera.
Wybrane artykuły Bakkera
- R. T. Bakker. Anatomical and ecological evidence of endothermy in dinosaurs. „Nature”. 238, s. 81–85, 1972. DOI: 10.1038/238081a0. (ang.).
- R. T. Bakker, P. M. Galton. Dinosaur monophyly and a new class of vertebrates. „Nature”. 248, s. 168–172, 1974. DOI: 10.1038/248168a0. (ang.).
- R. T. Bakker. Dinosaur renaissance. „Scientific American”. 232, s. 58–78, 1975. (ang.).

Wybrane książki Bakkera
- R. T. Bakker: The Dinosaur Heresies: New Theories Unlocking The Mystery of the Dinosaurs and Their Extinction. New York: William Morrow, 1986. ISBN 0-14-010055-5. Brak numerów stron w książce
- R. T. Bakker: Raptor Red. Prima, 1997. ISBN 83-7152-090-5. Brak numerów stron w książce